# Stazione di Gardolo
La stazione di Gardolo è una stazione ferroviaria della linea Trento-Malé-Mezzana a servizio dell'omonima frazione di Trento.
È gestita dall'azienda provinciale Trentino Trasporti Esercizio.

## Strutture e impianti
Il piazzale è dotato di tre binari: i primi due a scartamento metrico, mentre il terzo ha uno scartamento di 1435 mm. In particolare, il secondo binario è di corsa, mentre il primo è riservato agli incroci e alle precedenze.
In direzione di Trento Nord, il terzo binario confluisce nel secondo iniziando il percorso a doppio scartamento e a tre rotaie che permetteva ai treni merci provenienti dalla ferrovia del Brennero di poter accedere alla zona industriale trentina. Al 2011, il deviatoio d'ingresso, posto in prossimità della stazione RFI di Trento, risulta tagliato, per cui la linea a scartamento normale è inutilizzabile. In direzione di Zona Industriale, invece, il tracciato a scartamento da 1435 mm prosegue a fianco della linea a scartamento ridotto fino all'immissione nell'ex stabilimento Whirlpool Corporation.

## Movimento
La stazione è servita dalla maggior parte dei treni delle relazioni Trento-Mezzolombardo e Trento-Mezzana, ad esclusione di quelli denominati "diretti", e appartiene all'ambito tariffario urbano di Trento.

## Servizi
- Biglietteria automatica
- Servizi igienici